# Upplands runinskrifter 642
Upplands runinskrifter 642 är en runinskrift i Ekolsund, Husby-Sjutolfts socken i Enköpings kommun.

## Ristningen
Translitterering av runraden:
hiþinka... auk × biorn × raistu × eftir × kil... ...þur sint
Normalisering till runsvenska:
Heðing[æiʀʀ] ok Biorn ræistu æftiʀ Gi[lda(?), fa]ður sinn.
Översättning till nusvenska:
Hedenger och Björn reste (stenen) efter Gilde(?), sin fader.

## Beskrivning
U 642 är ristad samtidigt med U 641 av samme ristare. Båda stenarna har korset av samma form och på samma plats. Små detaljer stämmer mellan stenarna: utelämnandet av ordet sten, stavningen av ordet æftÍʀ som eftir med e och r (icke ʀ); långa bistavarna i a-, n- och o-runorna samt r-runan har ovanliga form, bruket av s-runa med första stapeln neddragen till ramlinjen i ordet raistu.
Runstenar med inskrifter från 1000 e.Kr. U 642 på södra sidan om grinden vid infarten till Ekolsunds slott, U 643 på norra sidan.
Runstenarna (U 642 och U 643) stod ursprungligen vid Ekilla bro, i Yttergrans socken, men flyttades på 1820-talet till Ekolsund. Vid Brunnsta bro i Yttergrans socken har Hedenger och Björn låtit resa ytterligare en sten till minne av sin far.
Två runstenar, vid Ekilla bro och Varpsundet, är resta av Andvätt och hans bröder till minne av deras far.
U 642 har storlek 210 x 130 cm och materialet är Granit. Ristare är Fot (Troligen inte Fot själv). T.ex. korset av samma typ som på U 641 och U 642 förekommer hos Fot på U 464 och U 330, men tillhör inte till den hos Fot vanliga korsformen. Samma korstyp förekommer hos andra ristare, t.ex. på U 17 och U 190. Runstenen har en vacker ornamentik som består av en slingrande drake.